# Lawrence Halprin
Pour les articles homonymes, voir Halprin.
Lawrence Halprin (né le 1er juillet 1916 à New York, mort le 25 octobre 2009 à San Francisco) est un architecte, paysagiste et professeur américain.

## Biographie
Lawrence Halprin a grandi à Brooklyn, New York. Il passe trois ans dans un kibbutz près d'Haifa, puis fait ses études à l'université Cornell et à la Harvard Graduate School of Design sous le magistère de Walter Gropius, Marcel Breuer et Christopher Tunnard (en).
En 1939 il rencontre la danseuse et chorégraphe Ann Schuman, plus tard connue sous le nom d'Anna Halprin, qu'il épouse en 1940. Il participe à la Seconde Guerre mondiale dans l'US Navy.
En 1945, les Halprin s'installent à Kentfield, près de San Francisco. Lawrence Halprin, travaille avec Thomas Dolliver Church sur le Dewey Donnell Garden (El Novillero) dans le comté de Sonoma (Californie). Il ouvre son agence en 1949. En tant que paysagiste écologiste il traite le paysage au sens large, et le voit comme l’endroit où se
rencontrent les êtres humains et la nature.
Il développe un partenariat artistique avec son épouse Anna Halprin, réfléchissant les rapports entre l'architecture, la nature et le corps. En 1954, Lawrence Halprin élabore avec l'architecte Arch Lauterer un plateau de danse en plein air en contrebas de leur maison, le deck. Anna fonde alors le San Francisco Dancers' Workshop qui révolutionne la danse et attire toutes sortes d'artistes, tant architectes, que plasticiens, danseurs, poètes ou musiciens. Lawrence Halprin collabore en créant les costumes de plusieurs performances. Devenu un des centres artistiques de la côte Ouest, le foyer des Halprin, développe une philosophie de vie proche des Beats.
Dans les années 1960 il réalise:
- La Cascade Plaza, College of the Desert (1961)
- La Ghiradella Square à San Francisco (1962-1965)
- La Lovejoy Plaza à Oakland (1967-1972)

À la fin des années 1960, il décide de réfléchir à la notion de partition dans le champ artistique. Il développe avec Anna Halprin et l'architecte Jim Burns « les Cycles RSVP ». Selon Lawrence Halprin, la partition sert de base à toutes sortes d'activités humaines (la liste de course ou le calendrier sont pour lui des partitions). Inspiré à la fois par son métier de paysagiste écologiste et par l'art d'Anna Halprin, mêlant danse et théâtre, il voit des liens très fort entre ces deux pratiques qui mettent l'accent sur le processus plutôt que sur le résultat. Pour lui, les partitions, parce qu'elles excluent notamment le jugement, sont un moteur de créativité menant à une utilisation constructive du changement. Il voit quatre phases dans toute activité humaine, qu'elle soit artistique ou ordinaire:
- R comme Ressources: identification des matériaux (humains ou objets)
- S comme Structures: composition d’une partition
- V comme Valuaction: analyse des résultats et prises de décisions
- P comme Performance (ou Exécution en français): réalisation de la partition

Ces quatre phases sont interdépendantes, ne fonctionnent pas isolèment. Les Cycles RSVP sont autant d'outils pour comprendre le processus créatif mais aussi faciliter les moyens de communication dans le travail collectif. En 1969, Lawrence Halprin publie un ouvrage sur ce sujet: The RSVP Cycles – Creative Processes in the Human Environment.
Il est le père de Daria Halprin, actrice et danse-thérapeute, et de Rana Halprin, photographe et militante.

## Publications
- The RSVP cycles: creative processes in the human environment, G. Braziller, 1970.
- Lawrence Halprin: Notebooks 1959-1971 (1972)  (ISBN 0-262-08051-6)
- Taking Part: A Workshop Approach to Collective Creativity (with Jim Burns) (1974)  (ISBN 0-262-58028-4)
- Lawrence Halprin: Changing Places (1986)  (ISBN 0-918471-06-0)
- The Franklin Delano Roosevelt Memorial (1997)  (ISBN 0-8118-1706-7)
- The FDR Memorial: Designed by Lawrence Halprin (1998)  (ISBN 1-888931-11-6)
- The Sea Ranch: Diary of an Idea (2003)  (ISBN 1-888931-23-X)
- "Les cycles RSVP. Dispositifs de création dans le champ des activités humaines", in De l'une à l'autre.- Composer, apprendre et partager en mouvements, Bruxelles, Contredanse, 2010, pp. 8-38.
- A Life Spent Changing Places (2011)  (ISBN 978-0-8122-4263-8)

## Prix
1964 AIA Medal for Allied professionals
1969 Elected fellow in the American Society of Landscape Architects
1970 Elected honorary fellow of the Institute of Interior Design
1976 American Society of Landscape Architects Medal
1979 Thomas Jefferson Foundation Medal in Architecture [4]
1979 Gold Medal for Distinguished Achievement awarded by the AIA
1987 Elected into the National Academy of Design
2002 National Medal of Arts[4]
2002 Friedrich Ludwig von Sckell Golden Ring
2003 ASLA Design Medal[4]
2005 Michaelangelo Award